# Modern Family (7.ª temporada)
A sétima temporada da série de televisão de comédia Modern Family foi encomendada pela American Broadcasting Company (ABC) em 7 de maio de 2015, estreou em 23 de setembro de 2015 e foi finalizada em 18 de maio de 2016, contando com 22 episódios. A temporada foi produzida pela 20th Century Fox Television em associação com a Steven Levitan Productions e Picador Productions, com os criadores da série Christopher Lloyd e Steven Levitan como showrunners e produtores executivos. A temporada foi ao ar na temporada de transmissão de 2015-16 às noites de quarta-feira às 21h00, horário do leste dos EUA.
Essa temporada é marcada pela adição de um novo membro no elenco principal, Jeremy Maguire como Joe Pritchett, em substituição de Pierce Wallace. A última mudança no elenco principal havia sido na terceira temporada, quando Aubrey Anderson-Emmons se juntou como Lily Tucker-Pritchett.
A sétima temporada estrela Ed O'Neill como Jay Pritchett, Sofía Vergara como Gloria Delgado-Pritchett, Julie Bowen como Claire Dunphy, Ty Burrell como Phil Dunphy, Jesse Tyler Ferguson como Mitchell Pritchett, Eric Stonestreet como Cameron Tucker, Sarah Hyland como Haley Dunphy, Ariel Winter como Alex Dunphy, Nolan Gould como Luke Dunphy, Rico Rodriguez como Manny Delgado, Aubrey Anderson-Emmons como Lily Tucker-Pritchett e Jeremy Maguire como Joe Pritchett.
A temporada terminou com uma audiência média de de 9.83 milhões de telespectadores e ficou classificada em 36.º lugar na audiência total e classificada em 10.º no grupo demográfico de 18 a 49 anos. Esta temporada, como a anteriores, foi nomeada ao Primetime Emmy Awards em Melhor Série de Comédia e Melhor Ator Coadjuvante em Série de Comédia, sendo essa a segunda temporada consecutiva a não vencer em nenhuma dessas categorias.

## Elenco e personagens

### Principal
- Ed O'Neill como Jay Pritchett
- Sofía Vergara como Gloria Pritchett
- Julie Bowen como Claire Dunphy
- Ty Burrell como Phil Dunphy
- Jesse Tyler Ferguson como Mitchell Pritchett
- Eric Stonestreet como Cameron Tucker
- Sarah Hyland como Haley Dunphy
- Ariel Winter como Alex Dunphy
- Nolan Gould como Luke Dunphy
- Rico Rodriguez como Manny Delgado
- Aubrey Anderson-Emmons como Lily Tucker-Pritchett
- Jeremy Maguire como Joe Pritchett

### Recorrente
- Adam DeVine como Andy Bailey
- Reid Ewing como Dylan Marshall
- Spenser McNeil como Reuben Rand
- Joe Mande como Ben

### Participações
- Justin Kirk como Charlie Bingham
- Laura Ashley Samuels como Beth
- Suraj Partha como Sanjay Patel
- Jon Polito como Earl Chambers
- Brooke Sorenson como Tammy LaFontaine
- Catherine O'Hara como Debra Radcliffe
- Andrea Martin como Fig
- Ray Liotta como ele mesmo
- Barbra Streisand como ela mesma (apenas voz)
- Keegan-Michael Key como Tom
- June Squibb como Auntie Alice
- Ernie Hudson como Miles
- Nathan Lane como Pepper Saltzman
- Christian Barillas como Ronaldo
- Kevin Daniels como Longines
- Mekia Cox como Angie
- Dana Powell como Pam Tucker
- Shelley Long como DeDe Pritchett
- Simon Templeman como Simon Hastings
- Dominic Sherwood como James
- Illeana Douglas como Janet
- Isabella Gomez como Flavia

## Episódios
| N.º na série | N.º na temp. | Título                          | Dirigido por         | Escrito por                   | Exibição original       | Cód. de produção | Audiência (milhões) |
| --- | ------------ | ------------------------------- | -------------------- | ----------------------------- | ----------------------- | ---------------- | ------------------- |
| 145 | 1            | "Summer Lovin'"                 | Jim Hensz            | Abraham Higginbotham          | 23 de setembro de 2015  | 7ARG01           | 9.46                |
| Haley descobre sobre os sentimentos de Andy por ela, mas não interfere na proposta de Andy para Beth - levando-a a voltar com Dylan. Alex, como tantos calouros da faculdade, se encontra em uma situação interessante de namorado e não quer terminar com ele. Mitchell é despedido e começa a pintar, assustando Cameron, levando Cameron a tentar encontrar um emprego para ele. Jay e Gloria procuram Joe na pré-escola, e Andy e Haley descobrem seus sentimentos um pelo outro, mas decidem não ficar juntos. |              |                                 |                      |                               |                         |                  |                     |
| 146 | 2            | "The Day Alex Left for College" | Jeffrey Walker       | Danny Zuker                   | 30 de setembro de 2015  | 7ARG02           | 8.72                |
| Alex sai de casa para a faculdade mais cedo do que Phil e Claire pensavam, deixando Haley encarregada de dar-lhe alguns conselhos. Luke relutantemente concorda em ajudar Phil em uma visitação pública, ao invés de sair com seus amigos. Claire, Jay, Joe, Manny e Gloria inventam uma desculpa para não ir ao jogo de futebol de Lily. Mitchell encontra um novo emprego como treinador da equipe de sua filha com a ajuda de Cameron. |              |                                 |                      |                               |                         |                  |                     |
| 147 | 3            | "The Closet Case"               | Beth McCarthy-Miller | Paul Corrigan & Brad Walsh    | 7 de outubro de 2015    | 7ARG03           | 7.99                |
| Phil ajuda Haley a convencer Claire a permitir que Dylan se mude temporariamente, mas logo muda de ideia depois de ver como é íntimo vivermos juntos. Mitchell assume um trabalho de consultoria muito necessário para o maior rival de Jay - Closets, Closets, Closets, Closets! Gloria e Cameron discordam sobre como lidar com o problema de Manny com garotas. |              |                                 |                      |                               |                         |                  |                     |
| 148 | 4            | "She Crazy"                     | Gail Mancuso         | Elaine Ko                     | 14 de outubro de 2015   | 7ARG04           | 7.88                |
| Phil e Lily se unem enquanto constroem uma habitação para patos. Claire está nervosa em lançar algumas ideias para a empresa de Closets de Jay. Manny e Gloria têm crushes com quem têm dificuldade para falar e Cam torna-se amigo de seus novos inquilinos, uma fraternidade. |              |                                 |                      |                               |                         |                  |                     |
| 149 | 5            | "The Verdict"                   | Alisa Statman        | Chuck Tatham                  | 21 de outubro de 2015   | 7ARG05           | 7.80                |
| Gloria está animada para participar do júri enquanto Jay luta para ajudar a professora de pré-escola de Joe. Phil acompanha a turma de Manny e Luke para um dia de serviço comunitário, enquanto "Leve sua filha para o trabalho" permite que Claire apresente suas filhas ao mundo profissional. Mitchell e Cameron querem convidar seus respectivos amigos para uma festa e pedem ajuda a Gloria. |              |                                 |                      |                               |                         |                  |                     |
| 150 | 6            | "The More You Ignore Me"        | Gail Mancuso         | Vali Chandrasekaran           | 11 de novembro de 2015  | 7ARG06           | 8.15                |
| Phil e Claire começam a experimentar o lado ruim de seus adolescentes quando Luke é preso por dirigir sem carteira, enquanto Alex foge de uma loja de bebidas. Phil está realmente bravo com Luke e está considerando puni-lo como juiz e júri. Cameron ajuda Gloria a recriar e vender um molho apimentado que vem de sua família. Mitchell ajuda Jay a fazer um bom vídeo para acompanhar o recebimento de um prêmio. Andy e Beth se cruzam com Dylan e Haley no cinema e Haley e Dylan terminam. Phil e Claire descobrem Alex e Rubén juntos. Mitchell planeja abrir seu próprio escritório de advocacia.                                                                                                 |              |                                 |                      |                               |                         |                  |                     |
| 151 | 7            | "Phil's Sexy, Sexy House"       | Beth McCarthy-Miller | Stephen Lloyd                 | 18 de novembro de 2015  | 7ARG08           | 8.38                |
| O Dia de Ação de Graças chegou e Phil está ajudando o amigo de Mitchell e Cameron a vender sua casa sexy e elegante. Cada membro da família tem a brilhante ideia de se divertir um pouco entrando sorrateiramente na nova casa. Sem o conhecimento um do outro, eles escolhem o mesmo dia e a mesma hora, o que leva a uma confusão. Enquanto isso, na casa de Jay e Gloria, um plano surpresa para toda a família se transforma em um desastre, enquanto Jay surpreende Gloria, que, por sua vez, o surpreende. Depois que todos foram embora, Haley se despediu de Andy na casa elegante e fechou a porta. Ela cede seus sentimentos por Andy e corre de volta para ele e eles se beijam apaixonadamente. |              |                                 |                      |                               |                         |                  |                     |
| 152 | 8            | "Clean Out Your Junk Drawer"    | Steven Levitan       | Steven Levitan                | 2 de dezembro de 2015   | 7ARG07           | 7.35                |
| Gloria vence um leilão de um seminário com a famosa médica e autora Debra Radcliffe, que escreveu um livro de autoajuda intitulado "Clean Out Your Junk Drawer". Jay, Claire e Mitchell participam de má vontade com Gloria, Phil e Cameron para separar seu lixo emocional e isso se torna uma espécie de competição entre os casais. Em outro lugar, Haley se encontra com Alex e confessa sobre o incidente com Andy. |              |                                 |                      |                               |                         |                  |                     |
| 153 | 9            | "White Christmas"               | Gail Mancuso         | Andy Gordon & Jon Pollack     | 9 de dezembro de 2015   | 7ARG11           | 8.20                |
| Gloria aluga uma cabana nas montanhas para toda a família comemorar o feriado. No entanto, incidentes inesperados afetam suas férias. Mitchell e Cameron estão determinados a compensar o mau desempenho cantando no ano passado. Haley e Andy não conseguem tirar as mãos um do outro e Jay tem um grande anúncio a fazer que pega Claire desprevenida. |              |                                 |                      |                               |                         |                  |                     |
| 154 | 10           | "Playdates"                     | Claire Scanlon       | Jeffrey Richman               | 6 de janeiro de 2016    | 7ARG09           | 8.35                |
| Claire tenta fazer Phil obrigar um casal, de quem são amigos, a pagar o jantar, pois eles nunca se ofereceram para fazê-lo. Jay fica surpreso quando o casal, com cuja filha Joe tem um namoro, supostamente tem muito em comum com ele e Gloria, principalmente a diferença de idade. Mitchell ganha um cupom de aniversário de Haley, Alex e Luke, então eles lutam e organizam um tour improvisado pelos lares de celebridades. Lily tem sua primeira paixão. |              |                                 |                      |                               |                         |                  |                     |
| 155 | 11           | "Spread Your Wings"             | James Bagdonas       | Vanessa McCarthy & Ryan Walls | 13 de janeiro de 2016   | 7ARG10           | 8.17                |
| Claire, Luke e Haley tentam libertar os patos enquanto Phil visita Alex no Caltech. Jay e Mitchell são responsáveis pela primeira noite de pijama de Lily com sua trupe de dança vietnamita. Manny ajuda Gloria e Cameron com seu projeto de molho picante. |              |                                 |                      |                               |                         |                  |                     |
| 156 | 12           | "Clean for a Day"               | Beth McCarthy-Miller | Paul Corrigan & Brad Walsh    | 10 de fevereiro de 2016 | 7ARG13           | 7.80                |
| Antes de assumir o negócio de Closets de Jay, Claire decide colocar a casa em ordem, forçando a família a se desfazer dos itens não usados, enquanto Alex fica emocionada ao encontrar o moletom de Sanjay. Cameron se preocupa quando Jay encontra um novo hobby de pilotar aviões. Gloria aprende golfe com Mitchell para se conectar com Jay. |              |                                 |                      |                               |                         |                  |                     |
| 157 | 13           | "Thunk in the Trunk"            | Phil Traill          | Elaine Ko                     | 17 de fevereiro de 2016 | 7ARG12           | 7.48                |
| O novo cargo de Claire faz com que Phil se sinta uma dona de casa. O anúncio de molho provocante de Gloria deixa Jay com ciúmes. Mitchell e Cameron alugam o apartamento acima do seu, mas acabam espionando seus convidados. |              |                                 |                      |                               |                         |                  |                     |
| 158 | 14           | "The Storm"                     | Jim Bagdonas         | Danny Zuker                   | 24 de fevereiro de 2016 | 7ARG16           | 8.10                |
| Uma tempestade traz todos para a casa de Jay e Gloria, de onde Jay faz o possível para sair para encontrar seus amigos da Marinha em um pub. Phil tenta ser um herói e se redimir de uma cena embaraçosa enquanto Mitchell e Cameron tentam salvar a festa de aniversário de Lily. Haley e Andy lutam com seu relacionamento. |              |                                 |                      |                               |                         |                  |                     |
| 159 | 15           | "I Don't Know How She Does It"  | Ryan Case            | Jeffrey Richman               | 2 de março de 2016      | 7ARG14           | 8.22                |
| Claire impressiona sua família quando ela se transforma em supermãe, tanto trabalhando quanto fazendo tudo em casa, levando a suspeita de Phil. Jay e Gloria não medem esforços para não serem pegos fazendo coisas que não deveriam e Mitchell e Cameron são tratados como convidados de segunda classe no casamento de seus amigos. |              |                                 |                      |                               |                         |                  |                     |
| 160 | 16           | "The Cover-Up"                  | Jim Hensz            | Chuck Tatham                  | 16 de março de 2016     | 7ARG15           | 8.14                |
| Phil e Claire tentam esconder flertes inocentes um do outro com um cliente imobiliário e um instrutor de ioga, respectivamente. Enquanto isso, o novo hobby de Jay de estrelar sua própria série na web, "Jay Talking", é recebido com críticas de um troll online. Em outro lugar, Mitchell e Cameron tentam ensinar Lily a andar de bicicleta, resultando em um braço quebrado e um ferimento na cabeça de Cameron. |              |                                 |                      |                               |                         |                  |                     |
| 161 | 17           | "Express Yourself"              | Alisa Statman        | Abraham Higginbotham          | 23 de março de 2016     | 7ARG18           | 7.69                |
| Depois de decidir fazer uma viagem espontânea a Paris, Phil e Claire ficam acordados a noite toda para ajustar seus corpos à mudança de horário. Enquanto isso, a irmã desprezada de Cameron, Pam, vem para ficar com a família, para grande desgosto de Mitchell. Em outro lugar, Gloria e Manny se encontram em uma situação difícil quando inadvertidamente adulteram a reforma de Jay do banheiro principal. |              |                                 |                      |                               |                         |                  |                     |
| 162 | 18           | "The Party"                     | Steven Levitan       | Vali Chandrasekaran           | 6 de abril de 2016      | 7ARG17           | 7.51                |
| Manny e Luke cuidam de Lily para que os adultos da família possam se divertir, o que inclui Phil e Mitchell assistindo a um filme, Claire e Gloria indo a um spa e Jay e Cameron indo a um bar de esportes para assistir a uma grande luta, mas Claire suspeita os meninos estão dando uma festa. |              |                                 |                      |                               |                         |                  |                     |
| 163 | 19           | "Man Shouldn't Lie"             | Gail Mancuso         | Andy Gordon                   | 13 de abril de 2016     | 7ARG19           | 7.44                |
| Claire e as crianças escondem um cachorro de rua de Phil; embora Jay diga que não quer novos amigos, Gloria convida um novo casal; Cameron aluga o apartamento de cima para uma banda de rock cristã. |              |                                 |                      |                               |                         |                  |                     |
| 164 | 20           | "Promposal"                     | Ken Whittingham      | Stephen Lloyd                 | 4 de maio de 2016       | 7ARG20           | 7.42                |
| Claire está convencida de que há um toupeira na empresa; Phil confronta tia Alice sobre o roubo da receita de molho picante de Gloria; Jay ensina Joe a ser um faz-tudo. |              |                                 |                      |                               |                         |                  |                     |
| 165 | 21           | "Crazy Train"                   | Jim Hensz            | Jon Pollack & Ryan Walls      | 11 de maio de 2016      | 7ARG21           | 7.16                |
| Manny convence a família a pegar o trem para comparecer ao casamento de Dede em Portland; Claire e Mitchell fazem um brinde; Phil e Cam estão entusiasmados ao ver seu autor favorito no trem; Os comentários de Jay sobre Dede são ouvidos colocando o casamento em risco. |              |                                 |                      |                               |                         |                  |                     |
| 166 | 22           | "Double Click"                  | Jim Bagdonas         | Elaine Ko                     | 18 de maio de 2016      | 7ARG22           | 6.79                |
| Claire se esforça para encontrar o momento certo para demitir um funcionário; Phil acha que pegou Luke com uma garota; Alex volta para casa no verão, fato esquecido por todos; Jay se recusa a acreditar que pode ser difícil retornar ao mercado de trabalho. |              |                                 |                      |                               |                         |                  |                     |

## Produção
Modern Family foi renovada para a sétima temporada em 7 de maio de 2015, pela ABC. Foi anunciado que o programa teria a mudança de ator que interpreta de Joe, filho de Jay e Gloria, que foi interpretado por Pierce Wallace nas duas temporadas anteriores. Em 7 de agosto de 2015, o papel de Joe foi reformulado pelo ator Jeremy Maguire. A leitura do roteiro da estreia aconteceu no dia 3 de agosto de 2015, sendo confirmada por Sofia Vergara. As filmagens para a sétima temporada começaram logo após a leitura.

## Recepção

### Resposta da crítica
A sétima temporada recebeu críticas mistas e positivas dos críticos, com muitos críticos chamando-a de semelhante à quarta e quinta temporadas. No Rotten Tomatoes, a temporada possui um índice de aprovação de 67% com base em 6 avaliações e uma classificação média de 6.5/10. Kyle Fowle do The A.V. Club deu a metade dos episódios da temporada um B- ou menos. O terço intermediário da temporada foi melhor recebido, especialmente os episódios "Playdates," "Spread Your Wings," e "Clean for a Day". Os três episódios receberam B +, A- e B +, respectivamente. Fowle sentiu que a temporada foi frustrante, acreditando que a temporada seria definida "por sua falta de progresso do personagem e episódios superestimados."

### Audiência

#### Ao Vivo
| № na série | № na temporada | Episódio                        | Exibição                | Horário          | Rating/Share (18–49) | Audiência (em milhões) | Posição 18–49 | Posição semanal |
| ---------- | -------------- | ------------------------------- | ----------------------- | ---------------- | -------------------- | ---------------------- | ------------- | --------------- |
| 145        | 1              | "Summer Lovin"                  | 23 de setembro de 2015  | Quarta-feira 21h | 3.2/10               | 9.46                   | 9             | 22              |
| 146        | 2              | "The Day Alex Left for College" | 30 de setembro de 2015  | Quarta-feira 21h | 3.0/9                | 8.72                   | 9             | 23              |
| 147        | 3              | "The Closet Case"               | 7 de outubro de 2015    | Quarta-feira 21h | 2.7/8                | 7.99                   | 8             | 25              |
| 148        | 4              | "She Crazy"                     | 14 de outubro de 2015   | Quarta-feira 21h | 2.7/8                | 7.88                   | 7             | 23              |
| 149        | 5              | "The Verdict"                   | 21 de outubro de 2015   | Quarta-feira 21h | 2.7/8                | 7.80                   | 10            | 28              |
| 150        | 6              | "The More You Ignore Me"        | 11 de novembro de 2015  | Quarta-feira 21h | 2.7/8                | 8.15                   | 8             | 21              |
| 151        | 7              | "Phil's Sexy, Sexy House"       | 18 de novembro de 2015  | Quarta-feira 21h | 2.8/9                | 8.38                   | 8             | 20              |
| 152        | 8              | "Clean Out Your Junk Drawer"    | 2 de dezembro de 2015   | Quarta-feira 21h | 2.4/7                | 7.35                   | 11            | 24              |
| 153        | 9              | "White Christmas"               | 9 de dezembro de 2015   | Quarta-feira 21h | 2.6/8                | 8.20                   | 7             | 22              |
| 154        | 10             | "Playdates"                     | 6 de janeiro de 2016    | Quarta-feira 21h | 2.8/9                | 8.35                   | 6             | 19              |
| 155        | 11             | "Spread Your Wings"             | 13 de janeiro de 2016   | Quarta-feira 21h | 2.7/8                | 8.17                   | 4             | 17              |
| 156        | 12             | "Clean for a Day"               | 10 de fevereiro de 2016 | Quarta-feira 21h | 2.6/8                | 7.80                   | 2             | 23              |
| 157        | 13             | "Thunk in the Trunk"            | 17 de fevereiro de 2016 | Quarta-feira 21h | 2.4/8                | 7.48                   | 3             | 18              |
| 158        | 14             | "The Storm"                     | 24 de fevereiro de 2016 | Quarta-feira 21h | 2.5/8                | 8.10                   | 6             | 18              |
| 159        | 15             | "I Don't Know How She Does It"  | 2 de março de 2016      | Quarta-feira 21h | 2.6/8                | 8.22                   | 3             | 13              |
| 160        | 16             | "The Cover-Up"                  | 16 de março de 2016     | Quarta-feira 21h | 2.5/9                | 8.14                   | 6             | 16              |
| 161        | 17             | "Express Yourself"              | 23 de março de 2016     | Quarta-feira 21h | 2.4/8                | 7.69                   | 5             | 18              |
| 162        | 18             | "The Party"                     | 6 de abril de 2016      | Quarta-feira 21h | 2.3/7                | 7.51                   | 5             | 17              |
| 163        | 19             | "Man Shouldn't Lie"             | 13 de abril de 2016     | Quarta-feira 21h | 2.2/7                | 7.44                   | 4             | 25              |
| 164        | 20             | "Promposal"                     | 4 de maio de 2016       | Quarta-feira 21h | 2.2/8                | 7.42                   | 3             | 22              |
| 165        | 21             | "Crazy Train"                   | 11 de maio de 2016      | Quarta-feira 21h | 2.1/7                | 7.16                   | 4             | 22              |
| 166        | 22             | "Double Click"                  | 18 de maio de 2016      | Quarta-feira 21h | 2.1/7                | 6.79                   | 5             | 24              |

#### Ao Vivo + 7 Dias (DVR)
| № na série | № na temporada | Episódio                        | Exibição                | Horário          | DVR (18–49) | Audiência em DVR (em milhões) | Total (18-49) | Audiência total (em milhões) | Ref    |
| ---------- | -------------- | ------------------------------- | ----------------------- | ---------------- | ----------- | ----------------------------- | ------------- | ---------------------------- | ------ |
| 145        | 1              | "Summer Lovin"                  | 23 de setembro de 2015  | Quarta-feira 21h | 2.2         | 4.81                          | 5.4           | 14.28                        | [ 58 ] |
| 146        | 2              | "The Day Alex Left for College" | 30 de setembro de 2015  | Quarta-feira 21h | 1.9         | 4.34                          | 4.9           | 13.06                        | [ 59 ] |
| 147        | 3              | "The Closet Case"               | 7 de outubro de 2015    | Quarta-feira 21h | 1.9         | 4.41                          | 4.6           | 12.40                        | [ 60 ] |
| 148        | 4              | "She Crazy"                     | 14 de outubro de 2015   | Quarta-feira 21h | 2.0         | 4.37                          | 4.7           | 12.25                        | [ 61 ] |
| 149        | 5              | "The Verdict"                   | 21 de outubro de 2015   | Quarta-feira 21h | 1.9         | 4.36                          | 4.6           | 12.16                        | [ 62 ] |
| 150        | 6              | "The More You Ignore Me"        | 11 de novembro de 2015  | Quarta-feira 21h | 2.0         | 4.26                          | 4.7           | 12.41                        | [ 63 ] |
| 151        | 7              | "Phil's Sexy, Sexy House"       | 18 de novembro de 2015  | Quarta-feira 21h | 2.0         | 4.34                          | 4.8           | 12.72                        | [ 64 ] |
| 152        | 8              | "Clean Out Your Junk Drawer"    | 2 de dezembro de 2015   | Quarta-feira 21h | 1.8         | 4.31                          | 4.2           | 11.66                        | [ 65 ] |
| 153        | 9              | "White Christmas"               | 9 de dezembro de 2015   | Quarta-feira 21h | 1.7         | 3.99                          | 4.3           | 12.19                        | [ 66 ] |
| 154        | 10             | "Playdates"                     | 6 de janeiro de 2016    | Quarta-feira 21h | 1.9         | 4.41                          | 4.7           | 12.76                        | [ 67 ] |
| 155        | 11             | "Spread Your Wings"             | 13 de janeiro de 2016   | Quarta-feira 21h | 1.9         | 4.36                          | 4.6           | 12.54                        | [ 68 ] |
| 156        | 12             | "Clean for a Day"               | 10 de fevereiro de 2016 | Quarta-feira 21h | 1.9         | 4.45                          | 4.5           | 12.26                        | [ 69 ] |
| 157        | 13             | "Thunk in the Trunk"            | 17 de fevereiro de 2016 | Quarta-feira 21h | 1.8         | 4.07                          | 4.2           | 11.58                        | [ 70 ] |
| 158        | 14             | "The Storm"                     | 24 de fevereiro de 2016 | Quarta-feira 21h | 1.8         | 3.94                          | 4.3           | 12.05                        | [ 71 ] |
| 159        | 15             | "I Don't Know How She Does It"  | 2 de março de 2016      | Quarta-feira 21h | 1.7         | 3.87                          | 4.3           | 12.09                        | [ 72 ] |
| 160        | 16             | "The Cover-Up"                  | 16 de março de 2016     | Quarta-feira 21h | 1.9         | 4.23                          | 4.4           | 12.37                        | [ 73 ] |
| 161        | 17             | "Express Yourself"              | 23 de março de 2016     | Quarta-feira 21h | 1.8         | 4.42                          | 4.3           | 12.15                        | [ 74 ] |
| 162        | 18             | "The Party"                     | 6 de abril de 2016      | Quarta-feira 21h | 1.8         | 4.22                          | 4.1           | 11.75                        | [ 75 ] |
| 163        | 19             | "Man Shouldn't Lie"             | 13 de abril de 2016     | Quarta-feira 21h | 1.8         | 4.20                          | 4.0           | 11.64                        | [ 76 ] |
| 164        | 20             | "Promposal"                     | 4 de maio de 2016       | Quarta-feira 21h | 1.9         | 4.04                          | 4.1           | 11.45                        | [ 77 ] |
| 165        | 21             | "Crazy Train"                   | 11 de maio de 2016      | Quarta-feira 21h | 1.9         | 4.19                          | 4.0           | 11.35                        | [ 78 ] |
| 166        | 22             | "Double Click"                  | 18 de maio de 2016      | Quarta-feira 21h | 1.7         | 4.12                          | 3.8           | 10.91                        | [ 79 ] |

### Prêmios e indicações
| Ano  | Prêmio                            | Categoria                                                                   | Nomeado(a) | Resulto  | Ref.          |
| ---- | --------------------------------- | --------------------------------------------------------------------------- | --- | -------- | ------------- |
| 2016 | Primetime Emmy Awards             | Melhor Série de Comédia                                                     | Modern Family | Indicado | [ 80 ] [ 81 ] |
| 2016 | Primetime Emmy Awards             | Melhor Ator Coadjuvante em Série de Comédia                                 | Ty Burrell como Phil Dunphy em "The Party" | Indicado | [ 80 ] [ 81 ] |
| 2016 | Primetime Creative Arts Awards    | Melhor Casting de Série de Comédia                                          | Jeff Greenberg | Indicado | [ 80 ] [ 81 ] |
| 2016 | Primetime Creative Arts Awards    | Melhor Mixagem de Som para Série de Comédia ou Drama (meia hora) e Animação | Stephen Tibbo, Brian R. Harman e Dean Okrand pelo trabalho no episódio "The Storm" | Indicado | [ 80 ] [ 81 ] |
| 2016 | GLAAD Media Awards                | Melhor série de comédia                                                     | Modern Family | Indicado | [ 82 ]        |
| 2016 | Kids' Choice Awards               | Programa de TV familiar favorito                                            | Modern Family | Indicado | [ 83 ]        |
| 2016 | Kids' Choice Awards               | Ator de TV favorito - Programa familiar                                     | Rico Rodriguez | Indicado | [ 83 ]        |
| 2016 | Kids' Choice Awards               | Atriz de TV favorita - Programa familiar                                    | Sarah Hyland | Indicado | [ 83 ]        |
| 2016 | Kids' Choice Awards               | Atriz de TV favorita - Programa familiar                                    | Sofía Vergara | Venceu   | [ 83 ]        |
| 2016 | People Choice Awards              | Comédia de TV favorita                                                      | Modern Family | Indicado | [ 84 ] [ 85 ] |
| 2016 | People Choice Awards              | Atriz de TV de comédia favorita                                             | Sofía Vergara | Indicado | [ 84 ] [ 85 ] |
| 2016 | People Choice Awards              | Ator de TV de comédia favorito                                              | Jesse Tyler Ferguson | Indicado | [ 84 ] [ 85 ] |
| 2016 | Producers Guild of America Awards | Melhor Episódio de Comédia                                                  | Vali Chandrasekaran, Paul Corrigan, Andrew Gordon, Abraham Higginbotham, Elaine Ko, Steven Levitan, Christopher Lloyd, Jeffrey Morton, Jon Pollack, Jeffrey Richman, Chris Smirnoff, Chuck Tatham, Brad Walsh, Sally Young e Danny Zuker | Indicado | [ 86 ]        |
| 2016 | Screen Actors Guild Awards        | Melhor desempenho de ator masculino em uma série de comédia                 | Ty Burrell | Indicado | [ 87 ]        |
| 2016 | Screen Actors Guild Awards        | Melhor desempenho de um elenco em série de comédia                          | Aubrey Anderson-Emmons, Julie Bowen, Ty Burrell, Jesse Tyler Ferguson, Nolan Gould, Sarah Hyland, Jeremy Maguire, Ed O'Neill, Rico Rodriguez, Eric Stonestreet, Sofía Vergara, Ariel Winter                                              | Indicado | [ 87 ]        |

## Lançamento em DVD
| Modern Family – The Complete Seventh Season | | | | | |
| Detalhes do DVD | Detalhes do DVD | Detalhes do DVD | Características Especiais | Características Especiais | Características Especiais |
| - 22 episódios - 3 discos - Áudio em Inglês (Dolby Digital 5.1 Surround) - Hard of Hearing - Legendas: Inglês - Legendas: Inglês, francês e espanhol | - 22 episódios - 3 discos - Áudio em Inglês (Dolby Digital 5.1 Surround) - Hard of Hearing - Legendas: Inglês - Legendas: Inglês, francês e espanhol | - 22 episódios - 3 discos - Áudio em Inglês (Dolby Digital 5.1 Surround) - Hard of Hearing - Legendas: Inglês - Legendas: Inglês, francês e espanhol | - Cenas Deletadas e alternativas - Gag-reel - Growing Up Modern Family - Storming the Set: The Making of an Episode - Versão extendida de "Thunk in the Trunk" - Kids in the Spotlight | - Cenas Deletadas e alternativas - Gag-reel - Growing Up Modern Family - Storming the Set: The Making of an Episode - Versão extendida de "Thunk in the Trunk" - Kids in the Spotlight | - Cenas Deletadas e alternativas - Gag-reel - Growing Up Modern Family - Storming the Set: The Making of an Episode - Versão extendida de "Thunk in the Trunk" - Kids in the Spotlight |
| Datas de lançamento | | | | | |
| Região 1 | Região 1 | Região 2 | Região 2 | Região 4 | Região 4 |
| 20 de setembro de 2016 | 20 de setembro de 2016 | 5 de setembro de 2016 | 5 de setembro de 2016 | 31 de agosto de 2016 | 31 de agosto de 2016 |